# Miconia cabucu
Miconia cabucu är en tvåhjärtbladig växtart som beskrevs av Frederico Carlos Hoehne. Miconia cabucu ingår i släktet Miconia och familjen Melastomataceae. Inga underarter finns listade i Catalogue of Life.